# OTP ROM
OTP ROM (ang. One-Time Programming Read-Only Memory) – rodzaj pamięci komputerowej typu ROM programowalnej elektrycznie.
Strukturalnie jest tożsama z pamięcią EPROM (programowalną elektrycznie i wymazywalną przez wystawienie na promieniowanie UV), jednak w odróżnieniu od EPROM kość z układem OTP ROM nie posiada okienka kwarcowego, umożliwiającego wystawienie jej na światło ultrafioletowe i wymazanie w ten sposób zawartości pamięci (pamięć zapisywalna tylko raz). Ze względu na technologiczną tożsamość z pamięciami EEPROM oraz dla odróżnienia ich od pamięci Mask ROM, określane są też jako OTP EPROM. Z użytkowego punktu widzenia są tożsame pamięciom typu PROM, ale w ich przypadku zwykle nie dodawano dopisku OTP, gdyż pamięci te z definicji były programowalne jednokrotnie.